# Maratus volans
Maratus volans là một loài nhện trong họ Salticidae.
Loài này thuộc chi Maratus. Maratus volans được Octavius Pickard-Cambridge miêu tả năm 1874.

## Hình ảnh

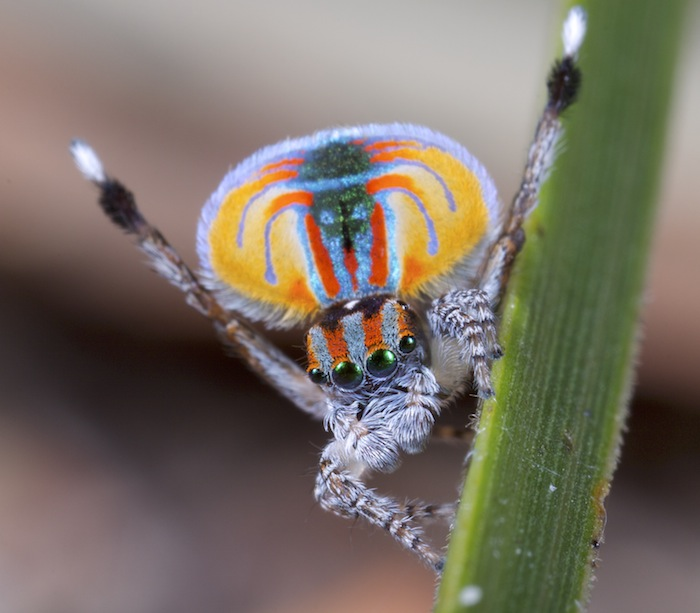